# Hydata metaloba
Hydata metaloba là một loài bướm đêm trong họ Geometridae.